# Scoriopsis
Scoriopsis är ett släkte av fjärilar. Scoriopsis ingår i familjen mätare.
Kladogram enligt Catalogue of Life:
| Scoriopsis | \| \| Scoriopsis infumata \| \| \| \| \| \| Scoriopsis nigrivenata \| \| \| \| \| \| Scoriopsis perfumata \| \| \| \| |
|            | \| \| Scoriopsis infumata \| \| \| \| \| \| Scoriopsis nigrivenata \| \| \| \| \| \| Scoriopsis perfumata \| \| \| \| |
|            | Scoriopsis infumata                                                                                                   |
|            | |
|            | Scoriopsis nigrivenata                                                                                                |
|            | |
|            | Scoriopsis perfumata                                                                                                  |
|            | |